# Chislehurst
Chislehurst é uma localidade do condado de Grande Londres, na  Inglaterra, onde nasceu Francis Walsingham, que foi o chefe da rede de espionagem da rainha Elizabeth I. É também o local para onde Napoleão III foi exilado e veio a falecer.
Atualmente, Chislehurst é em grande parte uma área residencial. Chislehurst West, anteriormente conhecido como "Pricking" ou "Prickend", inclui a maior das lagoas e a High Street, que tem muitos pubs e restaurantes.